# EMule VeryCD Mod
eMule VeryCD Mod，也称eMule VeryCD版，是上海维西（VeryCD）公司基于官方eMule开发的一款P2P文件共享软件，它是eMule的一款Mod（修改版），遵循GNU GPL v2协议，开放源代码。eMule VeryCD Mod从2003年开始开发，中国大陆用户较多，内置搜索关键字过滤。VeryCD公司开发的另一款eD2k软件是2007年起开发的easyMule。

## 中文名与官網的爭議
VeryCD Mod的官方網站emule.org.cn的域名、標題、文字內容等都有自稱eMule官方網站的嫌疑。而在現在的VeryCD.com上也有多處將帶「電驢」、「eMule」、「eMule官方網站」、「電驢（eMule）軟體」字眼的連結指向eMule VeryCD Mod的官方網站或easyMule官方網站（easymule.com）的行為。VeryCD公司于05年在大陆申请注册软件商标“电驴”、“eMule”，至今未得到正式审批。但之后在约07年开始开发easyMule后，依然公开给easyMule直接使用了“电驴”名称。由于大多数用户早已把eDonkey2000或eMule当做“电驴”，所以这种宣传被知情的用户认为是明显的混淆。
2003年开始使用的VeryCD Mod原官方网站emule.org.cn于2009年9月完全停止提供VeryCD Mod，转而提供easyMule的下载，因而有传出eMule VeryCD Mod有可能不再开发的说法。说法传出后，VeryCD迅速发布了新测试版打消了此疑虑。目前emule.org.cn上主要提供的是自称“电驴”的easyMule的下载，但也有VeryCD Mod的链接。

## 搜索关键字过滤
由於中國大陸執行網絡審查政策，VeryCD公司按照此政策，在其eMule VeryCD Mod和easyMule中加入了关键字过滤。在搜索时会无法正常搜索一些敏感关键字词。过滤列表曾经放置於eMule安装文件夹\config\wordfilter.txt文件中，最近的版本中已将其加密。过滤內容為一些批評中國政府或與政府觀點相左的政治相關詞彙，以及一些未成年不宜的關鍵字。

## VeryCD版DLP库
VeryCD Mod自Build 070906版本开始支持Xtreme Mod的动态反吸血驴保护（DLP）。最初默认使用的是官方DLP库（即Xtreme的DLP库），但后来开始制作并默认使用自己的DLP库。2008年年中，其DLP库放行了迅雷。迅雷是一个典型的吸血驴，因而VeryCD的做法招来了许多争议。2008年11月，VeryCD的DLP库误屏蔽了Xtreme，并且未及时承认错误，反而封锁社区用户账号，造成较大影响。后来VeryCD官方承认并修正了其DLP的误屏蔽。
2009年10月11日，有用户称VeryCD公司的DLP库误屏蔽了CN Mod，之后该用户的贴被删，但VeryCD迅速于15日发布的新VeryCD Mod测试版中更正了误屏蔽的错误。但是有用户指出，现在VeryCD的自制DLP依旧会对特定版本的迅雷放行。另外在更新日志中，VeryCD公司修改的DLP库使用与官方DLP完全相同的名称和版本号“DLP v39.0”。
VeryCD版DLP库目前也没有开放源代码，违反了GNU GPL开源协议。但其依然使用GPL开源的官方DLP库的信息：详细信息中的公司名称为“http://xtreme-mod.net”；版权为“Copyright © 2006 emule Xtreme”；版本号如上所述，也与官方DLP相同。并且就算用户手动将VeryCD的自制DLP替换为官方版本的DLP，如果VeryCD版的Mod发现使用的不是自制的DLP，就会自动下载自制DLP覆盖原有DLP。
2010年5月2日，VeryCD公司版本号为v41的DLP库被发现再次错误地屏蔽了Xtreme，以及ScarAngel、Mephisto、MorphXT、EastShare、StulleMule、X Mod、RaJiL等无吸血争议的正常Mod。

## 被SDC屏蔽
Strict DLP Chinese，一个基于Xtreme的官方DLP库的更严格的版本，因上述争议与问题而不同程序地将VeryCD Mod和easyMule第1、2版屏蔽或减分。